# الحوت المنقاري لجيرفيه
الحوت المنقاري لجيرفيه (الاسم العلمي: Mesoplodon europaeus) هو نوع من الحيتانيات، يتبع جنس حيتان مركزية الأسنان.